# GNOME Shell
GNOME Shell és un component del GNOME 3.0, la següent generació de l'entorn d'escriptori GNOME, alliberat el 6 d'abril de 2011. GNOME Shell substitueix el quadre del GNOME i s'encarrega de gestionar l'escriptori, trencant amb el model d'escriptori present en versions anteriors del GNOME. GNOME Shell té com a base Mutter, un gestor de finestres amb composició per a X11. Mutter és la següent generació del gestor de finestres Metacity i utilitza la llibreria Clutter.
| «                                         | gnome-shell està construït com un connector per al Mutter, escrit principalment en JavaScript... | » |
| — Owen Taylor, mantenidor del GNOME Shell |                                                                                                  |   |

## Controvèrsia
GNOME Shell ha estat controvertit en la comunitat del programari lliure, ja que l'estreta integració amb Mutter implicarà que usuaris del GNOME Shell no podran canviar a un gestor de finestres alternatiu sense afectar el funcionament del seu escriptori. En particular, els usuaris no podran utilitzar Compiz mentre GNOME Shell s'estigui executant. Les converses entre els desenvolupadors del Compiz i els del GNOME no han arribat a resoldre el problema. De totes maneres, continuarà sent possible per als usuaris utilitzar el quadre del GNOME vell juntament amb el gestor de finestres que prefereixin, en lloc del GNOME Shell.
El 25 d'octubre de 2010, Mark Shuttleworth va anunciar que les versions posteriors del sistema operatiu Ubuntu portarien el seu propi escriptori Unity en lloc del GNOME Shell. 7 anys més tard el projecte Ubuntu ha anunciat que tornarà a utilitzar de forma predeterminada GNOME Shell.